# Radoje Kontić
Radoje Kontić (Nikšić, 31 maggio 1937) è un politico montenegrino, conosciuto per essere stato primo ministro della Repubblica Federale di Jugoslavia dal 1993 al 1998.

## Biografia
Kontić fu l'ultimo presidente del consiglio esecutivo della Repubblica Socialista del Montenegro, repubblica costituente della Repubblica Socialista Federale di Jugoslavia dal 1989 al 1991, carica che ottenne cavalcando l'onda della Rivoluzione antiburocratica in Montenegro del gennaio 1989. Fu membro della Lega dei Comunisti del Montenegro e poi del Partito Democratico dei Socialisti del Montenegro (DPS). Servì anche come primo ministro della Repubblica Federale di Jugoslavia dal 9 febbraio 1993 al 19 maggio 1998, giorno in cui venne sfiduciato dal Parlamento federale per essersi rifiutato di impedire la vittoria del DPS in Montenegro.
Come molti altri della seconda generazione, Kontić entrò in politica con compiti di lavoro legati alle compagnie di proprietà statale. Tra i tardi anni '60 e '70, lavorò facendo strada nella scala corporativa di lavorazione dell'acciaio della sua città natale di Nikšić. Nel 1978 divenne membro del consiglio esecutivo della Repubblica Socialista del Montenegro, iniziando a fare politica a tempo pieno.